# Anchoa januaria
Anchoa januaria is een straalvinnige vis uit de familie van ansjovissen (Engraulidae), orde van haringachtigen (Clupeiformes). De vis kan een lengte bereiken van 7 centimeter.

## Leefomgeving
Anchoa januaria komt in zeewater en brak water voor. De soort komt voor in tropische wateren in de Atlantische Oceaan.

## Relatie tot de mens
Anchoa januaria is voor de visserij van geen belang. In de hengelsport wordt er weinig op de vis gejaagd.